# مصلای بیرجند
مصلای بیرجند مربوط به دورهٔ قاجار است و در بیرجند، سه‌راه اسدی واقع شده‌است. این اثر در تاریخ ۱۱ مرداد ۱۳۷۶ با شمارهٔ ثبت ۱۸۷۹ به‌عنوان یکی از آثار ملی ایران به ثبت رسیده‌است.